# Kilian Jörg
Kilian Jörg (* 7. März 1990 in Wien, Österreich) ist ein Philosoph und Künstler, der sich hauptsächlich mit ökologischem Denken, Epistemologie sowie transdisziplinärer Forschung zwischen Philosophie und Kunst befasst.

## Leben
Kilian Jörg studierte Philosophie in Berlin sowie bei Isabelle Stengers und Didier Debaise an der Université libre de Bruxelles und bei Arno Böhler an der Universität Wien. Weiters studierte er transdisziplinäre künstlerische Forschung an der Universität für angewandte Kunst Wien und der École de recherche graphique Brüssel.
Jörg schreibt diverse Bücher zu Themen, die sich großteils um den Umgang mit der ökologischen Katastrophe drehen. Dabei hat er sich insbesondere auf das Verhältnis von abendländischer Vernunft und Ökologie, sowie auf anthropozentrisch veränderte Umwelten und das Automobil als Prothese des modernen und gleichzeitig katastrophalen Lebensstil fokussiert.
Er war Gründer des Kollektivs philosophy unbound, das Philosophie auf sonst vor allem für Musik genutzten Bühnen in Clubs mit Performances, Filmen, Musikbeiträgen, Vorlesungen und Interventionen präsentiert. Veranstaltungen fanden bislang in Wien, Berlin und Brüssel sowie auch in Delhi und Chandigarh statt. Kunstprojekte realisierte er unter anderem 2015 als Teil des Teams von Virgil Widrich bei der Ars Electronica (Post City – Habitats for the 21st Century) und 2020 im Innovation Laboratory der Universität für angewandte Kunst (AIL) in Wien (Toxic Temple mit Anna Lerchbaumer). Des Weiteren forscht er mit dem Futurama°Lab zur ökologischen Transformation mit Schwerpunkt auf Mobilität. Dabei ist unter anderen das laufende Projekt The Cars We Like mit Rainer Prohaska entstanden und die Performance-Intervention Diverting the Public Space mit Guus Diepenmaat und David Kummer.
Unter anderem für die taz, die Berliner Gazette und das Musikmagazin skug verfasst Jörg Textbeiträge. Mit Die Clubmaschine (Berghain) erschien 2018 eine Mischung aus Erfahrungsbericht, philosophischer Analyse und historischer Erzählung über den Techno-Club Berghain in Berlin. 2020 folgte die Essay-Sammlung Backlash mit Texten zur Resilienz der Moderne. Mit seinem – zusammen mit Anna Lerchbaumer herausgegeben – Kunstbuch Toxic Temple beschäftigte er sich vertiefend mit der toxischen Verwobenheit von modernen Lebensweisen und Konsumkultur vermittels der Erfindung einer spekulativen Religion der Verschwendung. Weiters erschien 2022 der Langessay Neue Vorsicht - Philosophie des Abstands im Zeitalter der Katastrophen, in dem Jörg ausgehend von Nietzsche und seinen Erfahrungen bei der Lobau-Besetzung 2021 eine aktivistische Philosophie des richtigen Raushaltens für die Veränderung der Welt entwickelt.

## Bücher
- Kilian Jörg, Jorinde Schulz: Die Clubmaschine (Berghain). Textem Verlag, Hamburg 2018, ISBN 978-3-86485-134-6.
- Kilian Jörg: Backlash – Essays zur Resilienz der Moderne. Textem Verlag, Hamburg 2020, ISBN 978-3-86485-139-1.
- Kilian Jörg, Anna Lerchbaumer (Hrsg.): Toxic Temple - An Artistic and Philosophical Adventure into the Toxicity of the Now. Edition Angewandte / de Gruyter, 2022, ISBN 978-3-11-076924-1.
- Kilian Jörg: Neue Vorsicht - Philosophie des Abstands im Zeitalter der Katastrophen. Edition Konturen, Wien 2022, ISBN 978-3-902968-78-4.
- Kilian Jörg: Ecological Reasonings. Bloomsbury Academic, London 2024, ISBN 978-1-350-37211-5.
- Kilian Jörg: Das Auto und die ökologische Katastrophe - Utopische Auswege aus der autodestruktiven Vernunft. transcript Verlag, Bielefeld 2024, ISBN 978-3-8376-7408-8.
- Mit Michael Hirsch: Durchlöchert den Status Quo! Autonome Zonen, radikale Demokratie und Ökologie. Edition Nautilus, Hamburg 2025, ISBN 978-3-96054-393-0.